# Venha o Teu Reino
Venha o Teu Reino é o quarto álbum de estúdio do cantor brasileiro Davi Sacer, lançado em abril de 2014 pela gravadora brasileira Som Livre.
A produção e gravação de Venha o Teu Reino feita por Kleyton Martins ocorreu em estúdios dos Estados Unidos e do Brasil. Vários músicos convidados participaram das sessões, como o baterista Dan Needham e o cantor João Alexandre. O disco foi um sucesso comercial e de crítica. A faixa-título "Venha o Teu Reino", escrita pelo cantor e compositor David Cerqueira, tornou-se o maior sucesso da carreira solo de Davi Sacer ao longo do tempo, sendo regravada, mais tarde, no álbum ao vivo Meu Abrigo (2015).
Ainda há as regravações de "Graça que me faz vencer", da banda Adorável És, "E se", de Stênio Marcius, e "Humildade", conhecida na voz do cantor Deigma Marques.

## Antecedentes
Depois de lançar Às Margens do Teu Rio em 2012, Davi Sacer já tinha a expectativa de retornar a materiais inéditos em sua carreira, desta vez pela gravadora Som Livre, com a qual renovou contrato em novembro de 2013. Pouco tempo após divulgar o álbum, o músico viajou para os Estados Unidos com Kleyton Martins e iniciou a produção do que se tornaria Venha o Teu Reino.

## Gravação
O álbum anterior de Sacer chegou a receber críticas negativas pelo foco em provisão divina no repertório. Por coincidência ou não, o cantor mudou a abordagem do repertório de Venha o Teu Reino para um discurso de renúncia. Para isso, o músico trouxe músicas de outros compositores. O principal deles foi David Cerqueira, que tinha sido colega de Sacer no Toque no Altar e também designer de quase todos os álbuns do Trazendo a Arca. Davi também trouxe composições de Jeff Arantes, Marcos Brunet e O. Zeri.
O repertório foi predominantemente inédito, exceto pelas regravações de "Graça que Me Faz Vencer" (Adorável És), "Humildade" (Deigma Marques), além de "E se...", do cantor e compositor Stênio Marcius. A gravação desta canção também se deu de forma diferente, com uma condução de violão de Dave Cleveland e supervisão do músico João Alexandre. Também foi a única música do álbum gravada e mixada no Brasil.

## Projeto gráfico
O projeto gráfico e design do álbum foi elaborado por David Cerqueira, que assinou a parte visual de quase todos os álbuns do Trazendo a Arca, e pela primeira e única vez também na carreira solo de Davi Sacer.

## Lançamento e recepção
| Críticas profissionais | Críticas profissionais |
| Avaliações da crítica  | Avaliações da crítica  |
| Fonte                  | Avaliação              |
| ---------------------- | ---------------------- |
| O Propagador           | 9/10                   |
| Super Gospel           | [ 6 ]                  |
| Casa Gospel            | 7/10                   |

Venha o Teu Reino foi lançado pela gravadora Som Livre em abril de 2014 e recebeu avaliações positivas da crítica especializada. O O Propagador afirmou que o disco é o "primeiro álbum realmente ambicioso do cantor" e conta com letras mais cristocêntricas, corrigindo os erros do trabalho antecessor. Para o Super Gospel, o álbum é "reflexivo e mais maduro" em comparação aos antecessores. Na avaliação do Casa Gospel, Venha o Teu Reino tem um estilo world. Segundo Alex Eduardo, Kleyton Martins reconstruiu o estilo de Sacer e o projeto tem, como pontos mais positivos, as letras.
Pela primeira vez desde a canção "Deus não Falhará", Davi Sacer gravou um videoclipe para uma canção de um álbum, a qual foi "Venha o Teu Reino". Ao longo dos anos, a canção se tornou o maior sucesso de sua carreira solo e foi regravada no trabalho posterior, Meu Abrigo (2015). Em 2017, a cantora Lilian Azevedo regravou "Deus Faz Tudo Novo".
Em 2019, o disco foi eleito pelo Super Gospel o 48º melhor álbum da década de 2010.

## Faixas
A seguir lista-se as faixas, compositores e durações de cada canção de Venha o Teu Reino, segundo o encarte do disco.
| N.º            | Título                                   | Compositor(es)                                                               | Duração |  |
| 1.             | "Quanto Mais Te Conheço"                 | Marcos Brunet                                                                | 6:04    |  |
| 2.             | "Venha o Teu Reino"                      | David Cerqueira                                                              | 4:25    |  |
| 3.             | "Jesus É O Centro" (Jesus At the Center) | Israel Houghton / Micah Massey / Adam Ranney - Vs. Davi Sacer / Luiz Moreira | 6:24    |  |
| 4.             | "Eu Entrego Tudo"                        | Davi Sacer, Luiz Moreira e Kleyton Martins                                   | 4:50    |  |
| 5.             | "Graça que me Faz Vencer"                | Jeff Arantes                                                                 | 5:12    |  |
| 6.             | "E Se..."                                | Stênio Marcius                                                               | 4:18    |  |
| 7.             | "Vem Rasgando o Céu"                     | David Cerqueira                                                              | 3:39    |  |
| 8.             | "Quero Ver Tua Glória"                   | Davi Sacer, Luiz Moreira e Kleyton Martins                                   | 4:54    |  |
| 9.             | "Salmo 40"                               | David Cerqueira                                                              | 4:35    |  |
| 10.            | "Único Senhor / Humildade"               | Davi Sacer / O. Zeri                                                         | 5:39    |  |
| 11.            | "Deus Faz Tudo Novo" (Moving Forward)    | Israel Houghton e Ricardo Sanchez - Vs. Davi Sacer e Luiz Moreira            | 4:08    |  |
| 12.            | "Cristo Levou Sobre Si"                  | Davi Sacer, Luiz Moreira e Kleyton Martins                                   | 4:54    |  |
| 13.            | "Pode Entrar"                            | Davi Sacer                                                                   | 05:35   |  |
| Duração total: | Duração total:                           | Duração total:                                                               | 64:42   |  |

## Ficha técnica
A seguir estão listados os músicos e técnicos envolvidos na produção de Venha o Teu Reino:
- Davi Sacer - vocais
- Kleyton Martins - produção musical, arranjos, piano, loops e teclado
- Verônica Sacer - vocais
- Luiz Moreira - baixo
- Dan Needham - bateria
- Eraldo Santos - bateria
- Dave Cleveland - violão em "E Se..."
- João Alexandre - técnico de gravação de violão em "E Se..."
- Marcos Ribeiro - violoncelo em "E Se..."
- Léo Cavalcante - percussão
- Dennis Larbac - vocal de apoio

Equipe técnica
- Beto - edições playback
- Chris Medeiros - edição de voz
- Vítor Oliveira - edição de voz e loops
- Leonardo Guimarães - gravação de voz
- Leandro - gravação de voz
- Ainslie Grosser - mixagem
- Walter Costa - mixagem de "E Se..."
- Tom Coyne - masterização no Sterling Sound

Projeto gráfico
- David Cerqueira - projeto gráfico e direção de arte
- Nelson Faria Jr. - fotografia
- Marcelo Michel - fotografia
- Nathalie Billio - make-up